# Gare de Taillebourg
Gare de Taillebourg vasútállomás Franciaországban, Taillebourg településen.

## Vasútvonalak
Az állomást az alábbi vasútvonalak érintik:
- Nantes–Saintes-vasútvonal

## Kapcsolódó állomások
A vasútállomáshoz az alábbi állomások vannak a legközelebb:
- Gare de Saint-Savinien-sur-Charente
- Gare de Saintes